# Leucania sigma
Leucania sigma là một loài bướm đêm trong họ Noctuidae.